# Великий (фільм, 1988)
«Великий» (англ. «Big») — фільм-комедія 1988 року, знятий Пенні Маршалл, з Томом Генксом у головній ролі.
Режисером фільму повинен був стати Стівен Спілберг, але пізніше його місце зайняла Пенні Маршалл.

## Сюжет
Тринадцятирічний хлопчик Джошуа Баскін страждає від підліткових комплексів і мріє скоріше стати дорослим, «великим». У вуличному ігровому автоматі-виконавця бажань він загадує бажання стати великим. На наступний день, 12 вересня 1987 року, Джошуа прокидається і виявляє, що перетворився на чоловіка тридцятирічного віку.
Йому доводиться втекти з дому і виїхати в Нью-Йорк. Будучи дорослим чоловіком, він змушений шукати заробіток і влаштовується на роботу в фірму «Іграшки Макміллана» (MacMillan Toy Company). Джошуа отримує посаду клерка в комп'ютерному відділі. Підліток добре розбирається в тому, які іграшки будуть користуватися попитом на ринку і, тим самим, привертає увагу глави компанії. Через кілька днів після початку роботи він уже стає віце-президентом по розробці нової продукції. Його стрімкий кар'єрний ріст і дитяча безпосередність залучають високопоставлену співробітницю фірми Сьюзен Лоуренс. Між ними починається роман, проте життя хлопця в тілі дорослого чоловіка довго тривати не може. Джошуа сумує за своїми батьками і колишнім життям. Він знаходить цей самий ігровий автомат, який виконав його бажання, і повертає собі колишню зовнішність.

## У ролях
- Том Генкс — Джош Баскін (тридцятирічний)
- Девід Москоу — Джош Баскін (тринадцятирічний)
- Елізабет Перкінс — Сьюзен Лоуренс, віце-президент компанії
- Роберт Лоджа — Макміллан, глава компанії іграшок
- Джон Герд — Пол, віце-президент компанії
- Джаред Раштон — Біллі, друг Джоша
- Джон Ловітц — Скотті Брено
- Мерседес Руель — Мама Джоша